# Ivo Malec
Ivo Malec est un compositeur et chef d'orchestre d'origine croate et naturalisé français, né Ivan Malec le 30 mars 1925 à Zagreb et mort le 14 août 2019 dans le 16e arrondissement de Paris,.

## Biographie
Après une formation des plus classiques à Zagreb, sa rencontre en 1955 avec Pierre Schaeffer, qu'il considère comme son "seul et véritable maître", fait de lui un des animateurs les plus solides du « Groupe de recherches musicales » du service de recherche de l’ORTF à partir de 1960 ; il se consacre à la musique électroacoustique et à d'autres formes de musique contemporaine ; il est professeur de composition au Conservatoire national supérieur de musique de Paris de 1972 à 1990.
Établi en France avec sa femme Branca, pianiste de Zagreb, à partir de 1959, il est lauréat, entre autres, du Grand Prix National de Musique en 1992.
Depuis sa révélation schaefferienne, il est soucieux de renouveler l'écriture musicale et sa notation, s'intéressant en priorité au son et aux éléments qui le constituent (grains, texture). Sa démarche est avant tout attachée aux objets sonores de P. Schaeffer. Il les associe parfois de manière inattendue aux instruments de l'orchestre ou à la voix, ce qui donne un mélange étonnant, parfois violent mais toujours musical et plein de vie, entre l'électro-acoustique et les sonorités classiques. Il a eu l'idée d'adapter aux instruments les techniques de composition du studio électroacoustique (Cf. Martial Robert).
En 2006, Ivo Malec est fait Chevalier de la Légion d'honneur.

## Catalogue des œuvres
(Source site Grm)
- 1949 Sonate pour piano
- 1950 Trio pour piano, violon et violoncelle
- 1951 Symphonie pour grand orchestre
- 1952 Poèmes de Radovan (Radovanove pjesme) pour soprano (ténor) et piano (distr. MIC Zagreb)
- 1956 Le Roi Gordogane
- 1956 Mavena pour bande magnétique
- 1956 Sonata brevis. L’enregistrement en est conservé à la Radio de Zagreb alors que la partition est (provisoirement ?) perdue.
- 1957 Poèmes de Radovan (Radovanove pjesme) - version pour voix et orchestre de chambre.
- 1957 Maquettes pour ensemble instrumental
- 1958 Exercice de style (baroque) pour cordes - 13 cordes ou orchestre à cordes — (distr. MIC/Zagreb Concert Management)
- 1958 Tirena pour ensemble
- 1959 Mouvements en couleur pour orchestre (Ed. Françaises de Musique, reprise par les Ed. Billaudot)
- 1959 Hekuba pour ensemble
- 1960 Reflets pour bande magnétique (GRM)
- 1960 Séquences pour vibraphone et cordes. Œuvre reniée sous cette forme, révisée, recomposée et recréée sous le nom de Vibrafonietta - 2001 -.
- 1960 Les douze mois pour soprano et petit ensemble instrumental (Ed. Françaises de Musique)
- 1961 Dahovi pour bande magnétique réalisée au GRM - deux versions, rév. 1968 — (Ed. Salabert). 1re version : 6 min 30, 2de version 7 min 15 — création des deux versions en 1962.
- 1961 Dialogues pour clavecin - ou piano — (Ed. Breitkopf und Härtel)
- 1961 Cembalo spectral pour bande magnétique. Non publiée (sur un support papier), cette pièce résulte d’une improvisation d’Ivo Malec au clavecin dont le résultat sonore a été ensuite monté sur bande magnétique.
- 1961 Dubravka pour ensemble instrumental et vocal
- 1962 Tutti pour orchestre et bande magnétique (Ed. Breitkopf und Härtel). Écrite pour le fameux " concert collectif " du GRM, cette œuvre de 8 minutes s’appuie sur les séquences de base de I. Malec, F. Bayle, L. Ferrari et B. Parmegiani. D’une durée de 7 min 58s, la bande accompagne ici 19 musiciens.
- 1962-1963 Trois stèles (Tri stecka) pour ensemble instrumental (Radio Zagreb Information/MIC)
- 1963 Sigma pour grand orchestre (Ed. Breitkopf und Härtel)", première audition française, 1964 Concert de l'Orchestre National direction Charles Bruck à retrouver sur INA.fr
- 1964 Miniatures pour Lewis Carroll pour violon, flûte, harpe et deux percussions (Ed. Breitkopf und Härtel).
- 1964 Kikou pour petit ensemble instrumental
- 1965 Échos pour ensemble instrumental. (la partition est perdue mais l’enregistrement sonore est conservé).
- 1965 Opérabus pour voix, ensemble instrumental et bande magnétique

Sur un livret de Pierre Schaeffer, Ivo Malec a écrit la musique de deux scènes (Les clowns et Ressource) de " l’opéra collectif " du GRM. Faisant également quelque peu référence au genre du " théâtre musical ", en l’occurrence pour quatre comédiens, bande et ensemble instrumental, l’ensemble regroupait des partitions de F. Bayle, E. Canton, L. Ferrari, B. Parmegiani et I. Malec.
- 1966 Cantate pour elle pour soprano, harpe, bande magnétique et dispositif électroacoustique (Ed. Salabert)
- 1966 Planètes pour ensemble instrumental. Il s’agit d’une suite tirée du film Planète verte de P. Kamler. Si l’enregistrement existe, en revanche la partition semble égarée.
- 1967 Oral pour acteur et grand orchestre (Ed. Breitkopf und Härtel). Commande de l’O.R.T.F.
- 1967 Le Roi Lear pour ensemble instrumental
- 1968 Luminétudes pour bande magnétique - dédié à Pierre Schaeffer — (Ed. Salabert). Avec Lumina (1968) et Lied (1969), Luminétudes — commande de l’Ina-GRM - fait partie du cycle des " 3L " de Malec.
- 1968 Lumina pour 12 cordes et bande magnétique (Ed. Salabert)
- 1968 Vocatif pour orchestre de 26 instruments (Ed. Breitkopf und Härtel)
- 1969 Lied pour cordes et 18 voix (Ed. Salabert) à retrouver sur INA.fr
- 1970 Spot pour bande magnétique. Bande magnétique réalisée au GRM à partir du matériau de Reflets (1961).
- 1970 Dodecameron pour douze voix solistes (Ed. Salabert)
- 1971 Victor Hugo - Un contre tous, " affiche musicale " (Ed. Salabert). Commande de l’O.R.T.F. (France Culture), la pièce est écrite pour deux acteurs, solistes, chœur mixte, orchestre et bande magnétique réalisée au GRM.
- 1971 Gam(m)es pour grand orchestre et deux chefs (Ed. Salabert)
- 1972 Bizarra pour bande magnétique[4] (Ed. Salabert)
- 1972 Kitica pour quatuor (Ed. Salabert)
- 1973 Actuor pour six percussions solistes, dédié aux Percussions de Strasbourg (Ed. Salabert)
- 1975 Arco-11 pour onze cordes solistes (Ed. Salabert) Création mondiale le 12 juin 1975 Orchestre de Chambre de Radio-France direction Daniel Chabrun à retrouver sur INA.fr
- 1975 Tehrana pour grand orchestre (Ed. Salabert)
- 1976 Arco-22 pour vingt-deux cordes (Ed. Salabert)
- 1977-1978 Triola ou Symphonie pour moi-même[5] pour bande magnétique (Ed. Salabert)
- 1979 Vox, vocis, f. pour 3 voix de femme et 9 (ou 15) instruments (Ed. Salabert)
- 1980 Recitativo pour bande magnétique (Ed. Salabert)
- 1981 Carillon choral pour bande magnétique (Ed. Salabert)
- 1982 Week-end pour bande magnétique (Ed. Salabert)
- 1983-1984 Ottava bassa, concerto pour contrebasse et grand orchestre (Ed. Salabert). Création le 10 avril 1984 au Théâtre des Champs Élysées (Paris),
- 1985 Piéris pour deux harpes (Ed. Salabert)
- 1986 Attacca, concerto pour percussion solo et bande magnétique (Ed. Salabert)
- 1987 Arco-1 pour violoncelle solo (Ed.)
- 1991 Artemisia pour bande magnétique (GRM)
- 1993 Doppio Coro pour orgue (Ed. Ricordi)
- 1994 Exempla pour grand orchestre (Ed. Ricordi)
- 1995 Ottava alta, concerto pour violon et orchestre (Ed. Ricordi)
- 1996 Saturnalia pour contrebasse solo (Ed. Ricordi)
- 1997 Sonoris Causa pour grand orchestre (Ed. Ricordi)
- 2000-… Arc-en-cello, concerto pour violoncelle et orchestre. Composition en cours. (commande de l’État)
- 2001 Vibrafonietta (1960, rév. 2001) pour vibraphone solo et cordes (Ed. Salabert)

## Décorations
- Commandeur de l'ordre des Arts et des Lettres Il est fait commandeur le 1er février 1990[6].
- Chevalier de la Légion d'honneur Il est fait chevalier le 14 avril 2006[7].

## Émissions de radio
- Malec invité de Radio Aligre
- Les élèves d'I. Malec